# John Brown (giocatore di football americano)
John Brown (Homestead, 3 aprile 1990) è un giocatore di football americano statunitense che gioca nel ruolo di wide receiver per i Las Vegas Raiders della National Football League (NFL). Fu scelto nel corso del terzo giro (91º assoluto) del Draft NFL 2014. Al college ha giocato a football all'Università statale di Pittsburgh

## Carriera professionistica

### Arizona Cardinals
Brown fu scelto dagli Arizona Cardinals nel corso del terzo giro del Draft 2014. Fu subito decisivo nella prima gara in carriera quando a due minuti e mezzo dal termine della gara ricevette da Carson Palmer il touchdown della vittoria in rimonta sui San Diego Chargers. Altri due li segnò nella settimana 3 contro i San Francisco 49ers, contribuendo a mantenere i Cardinals imbattuti. Nella settimana 8 contro i Philadelphia Eagles ricevette 5 passaggi per 119 yard, incluso il touchdown del sorpasso da 75 yard che diede la vittoria alla sua squadra per 24-20. La sua prima stagione si chiuse con 48 ricezioni per 696 yard e 5 touchdown disputando tutte le 16 partite, di cui 5 come titolare.
Nel 2015, Brown si classificò al secondo posto dei Cardinals sia in yard ricevute (1.003) che in touchdown su ricezione (7), in entrambi i casi dietro a Larry Fitzgerald.

### Baltimore Ravens
Nel 2018 Brown passò ai Baltimore Ravens.

### Buffalo Bills
Nel 2019 Brown firmò con i Buffalo Bills. Nel primo turno di playoff di quell'anno passò un touchdown da 16 yard al quarterback Josh Allen.

### Las Vegas Raiders
Nel marzo del 2021 Brown firmò un contratto annuale del valore di 3,75 milioni di dollari con i Las Vegas Raiders.

## Statistiche
| Partite totali      | 16  |
| Partite da titolare | 5   |
| Ricezioni           | 48  |
| Yard ricevute       | 696 |
| Touchdown           | 5   |

Statistiche aggiornate alla stagione 2014